# Kenzō Shirai
Kenzo Shirai (白井 健三, Shirai Kenzō, Yokohama, 24 de agosto de 1996) é um ginasta japonês, campeão olímpico por equipes em 2016 e conhecido pelas piruetas em suas apresentações.

## Vida pessoal
Ao contrário de muitos atletas de alto nível, Kenzō frequenta a escola regularmente. Ele tem seis horas de prática variando de cinco a sete dias por semana.
Kenzō se formou no colegial em março de 2015, e logo depois foi aceito para estudar na Nippon Sport Science University, nos arredores a sul de Tóquio. Nesta universidade é também onde muitos outros membros do Japonês equipe nacional de ginástica de estudo e/ou de trem.

## Carreira
Shirai começou na ginástica artística muito jovem, depois de ser influenciado por seus pais e dois irmãos mais velhos. Ele disse, "desde que me lembro, eu era um rato de academia." Seus pais eram donos da Tsurumi Junior Gymnastics Club. Em vez de pagar para alguém cuidar dele, os seus pais levavam-o para o ginásio. amava particularmente para usar o trampolim, que se desenvolveu a sua extrema habilidade de dar piruetas, de onde vem o seu apelido Mr. Piruetas.
Tem quatro movimentos nomeados por ele, por ter sido o primeiro a realizá-los em grandes competições internacionais. Essas habilidades são: a quádrupla pirueta de costa no solo, a tripla pirueta de frente no chão, a tripla pirueta dupla de costas no solo, e a tripla pirueta "Yurchenko" no salto sobre a mesa. Shirai tinha apenas quatorze anos de idade, quando foi o primeiro capaz de executar a quádrupla pirueta no solo e cravado. Também é bem conhecido por sua capacidade de executar uma tripla pirueta "Yurchenko" (TTY), no salto sobre a mesa, algo feito apenas por poucos ginastas, incluindo o seu companheiro de equipa e modelo, Kōhei Uchimura. Foi o mais jovem ginasta a fazer parte da seleção nacional masculina de ginástica artística do Japão.

### 2013
Em outubro de 2013, competiu no Campeonato Mundial de Ginástica Artística de 2013 com apenas dezessete anos de idade. Ele se classificou para a final do solo e salto sobre a mesa. Na final, terminou em primeiro lugar no solo, com dificuldade pontuação de 7,4, o mais alto D pontuação da competição. Também terminou em quarto lugar no salto sobre a mesa com uma pontuação de 15.133.

### 2014
Shirai novamente competiu no Campeonato Mundial de Ginástica Artística de 2014 em Nanning, na China. Depois de garantir a classificação em primeiro lugar com a mesma dificuldade pontuação de 7,4, terminou em segundo lugar no solo, com uma pontuação total de 15.733.

### 2015
Em 31 de outubro de 2015, ganhou seu segundo título mundial no solo no Campeonato Mundial de Ginástica Artística de 2015 em Glasgow, Reino Unido. Marcou 16.233 pontos, à frente do britânico Max Whitlock e do espanhol Rayderley Zapata. A margem de vitória foi a maior entre os homens nos eventos finais, e sua pontuação de dificuldade em 7.6  foi também a maior entre todos os outros concorrentes.

### 2016
Nos Jogos Olímpicos de Verão de 2016 no Rio de Janeiro, a equipe do Japão se qualificou em primeiro lugar para a final, após o sucesso no mundial de 2015. Em 8 de agosto de 2016, na Arena Olímpica, a equipe do Japão solidificou a sua vitória com um placar final de 274.094. Kenzō contribuiu para este primeiro lugar na final por equipes, com pontuação de 16,133 no solo e 15,633 no salto sobre a mesa.
Também se qualificou para competir na final do solo. Ele marcou um 15,333, a quarta posição depois de ter problemas com a execução dos movimentos. No salto sobre a mesa, estreou um novo movimento, uma tripla pirueta e meia "Yurchenko", com uma nota inicial de 6,4. Ele fez 15,449 de média (15,833 e 15,066, nos dois saltos respectivamente, o primeiro foi a nota mais alta do dia). Terminou empatado com a mesma pontuação do ginasta romeno Marian Drăgulescu. Pelos critérios de desempate, a menor nota descontada, terminou com a medalha de bronze.

## Principais resultados
| Ano  | Evento                                    | AA                | Equipe            | Solo             | Cavalo com alças | Argolas | Salto sobre o cavalo | Barras paralelas | Barra fixa |
| ---- | ----------------------------------------- | ----------------- | ----------------- | ---------------- | ---------------- | ------- | -------------------- | ---------------- | ---------- |
| 2013 | Campeonato Mundial de Ginástica Artística |                   |                   | Medalha de ouro  |                  |         | 4º                   |                  |            |
| 2014 | Campeonato Mundial de Ginástica Artística |                   | Medalha de prata  | Medalha de prata |                  |         | 4º                   |                  |            |
| 2015 | Campeonato Mundial de Ginástica Artística |                   | Medalha de ouro   | Medalha de ouro  |                  |         | 7º                   |                  |            |
| 2016 | Jogos Olímpicos                           |                   | Medalha de ouro   | 4º               |                  |         | Medalha de bronze    |                  |            |
| 2017 | Campeonato Mundial de Ginástica Artística | Medalha de bronze |                   | Medalha de ouro  |                  |         | Medalha de ouro      |                  |            |
| 2018 | Campeonato Mundial de Ginástica Artística | 7º                | Medalha de bronze | Medalha de prata |                  |         | Medalha de bronze    |                  |            |